# Fujia, Gansu
Fujia är en köping i nordvästra Kina. Den ligger i Hui härad i staden Longnan i provinsen Gansu, omkring 310 kilometer sydost om provinshuvudstaden Lanzhou. Antalet invånare är 23 660. Befolkningen består av 11 672 kvinnor och 11 988 män. Barn under 15 år utgör 19,0 %, vuxna 15-64 år 72 %, och äldre över 65 år 8,0 %.